# Puffing Billy Railway
| Lokomotive 12A auf der Monbulk-creek-Brücke bei Belgrave. |                     |                                        |                                        |
| Streckenlänge: | 24 km               |                                        |                                        |
| Spurweite: | 762 mm (Schmalspur) |                                        |                                        |
| |                     |                                        |                                        |
| \| \| \| frühere Schmalspurstrecke von \| \| \| \| \| Upper Ferntree Gully, heute Vorortbahn \| \| \| \| \| Belgrave (Breitspur) \| \| \| \| 0,0 \| Belgrave (Schmalspur) \| Belgrave (Schmalspur) \| \| \| 2,2 \| Selby \| Selby \| \| \| 6,0 \| Menzies Creek \| Menzies Creek \| \| \| 8,0 \| Clematis \| Clematis \| \| \| 9,7 \| Emerald \| Emerald \| \| \| 11,9 \| Nobelius \| Nobelius \| \| \| 13,6 \| Lakeside (Emerald Lake) \| Lakeside (Emerald Lake) \| \| \| 14,8 \| Wright \| Wright \| \| \| 17,6 \| Cockatoo \| Cockatoo \| \| \| 19,6 \| Fielder \| Fielder \| \| \| 24,1 \| Gembrook \| Gembrook \| |                     |                                        |                                        |
| Strecke |                     | frühere Schmalspurstrecke von          | frühere Schmalspurstrecke von          |
| Strecke |                     | Upper Ferntree Gully, heute Vorortbahn | Upper Ferntree Gully, heute Vorortbahn |
| Kopfbahnhof Strecke ab hier außer Betrieb |                     | Belgrave (Breitspur)                   | Belgrave (Breitspur)                   |
| Kopfbahnhof Strecke bis hier außer Betrieb | 0,0                 | Belgrave (Schmalspur)                  | Belgrave (Schmalspur)                  |
| Haltepunkt / Haltestelle | 2,2                 | Selby                                  | Selby                                  |
| Bahnhof | 6,0                 | Menzies Creek                          | Menzies Creek                          |
| Haltepunkt / Haltestelle | 8,0                 | Clematis                               | Clematis                               |
| Bahnhof | 9,7                 | Emerald                                | Emerald                                |
| Haltepunkt / Haltestelle | 11,9                | Nobelius                               | Nobelius                               |
| Bahnhof | 13,6                | Lakeside (Emerald Lake)                | Lakeside (Emerald Lake)                |
| Haltepunkt / Haltestelle | 14,8                | Wright                                 | Wright                                 |
| Bahnhof | 17,6                | Cockatoo                               | Cockatoo                               |
| Haltepunkt / Haltestelle | 19,6                | Fielder                                | Fielder                                |
| Kopfbahnhof Streckenende | 24,1                | Gembrook                               | Gembrook                               |

Die Puffing Billy Railway ist eine schmalspurige Museumsbahn in den Dandenongs bei Melbourne in Australien. Die Spurweite beträgt 762 mm (2 ft 6 in).

## Geschichte

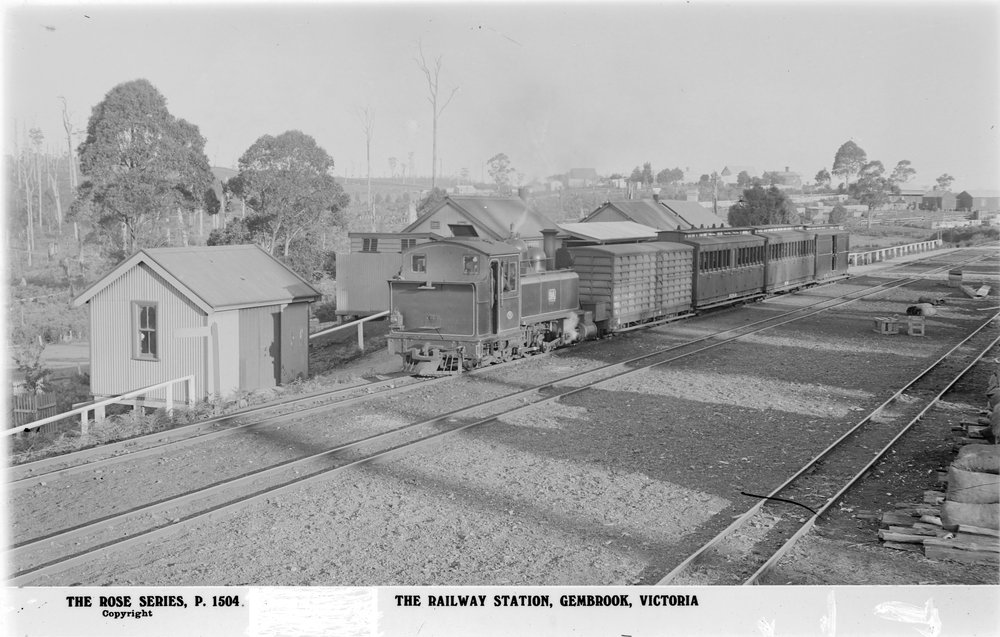
Bahnhof Gembrook in den 1920er-Jahren

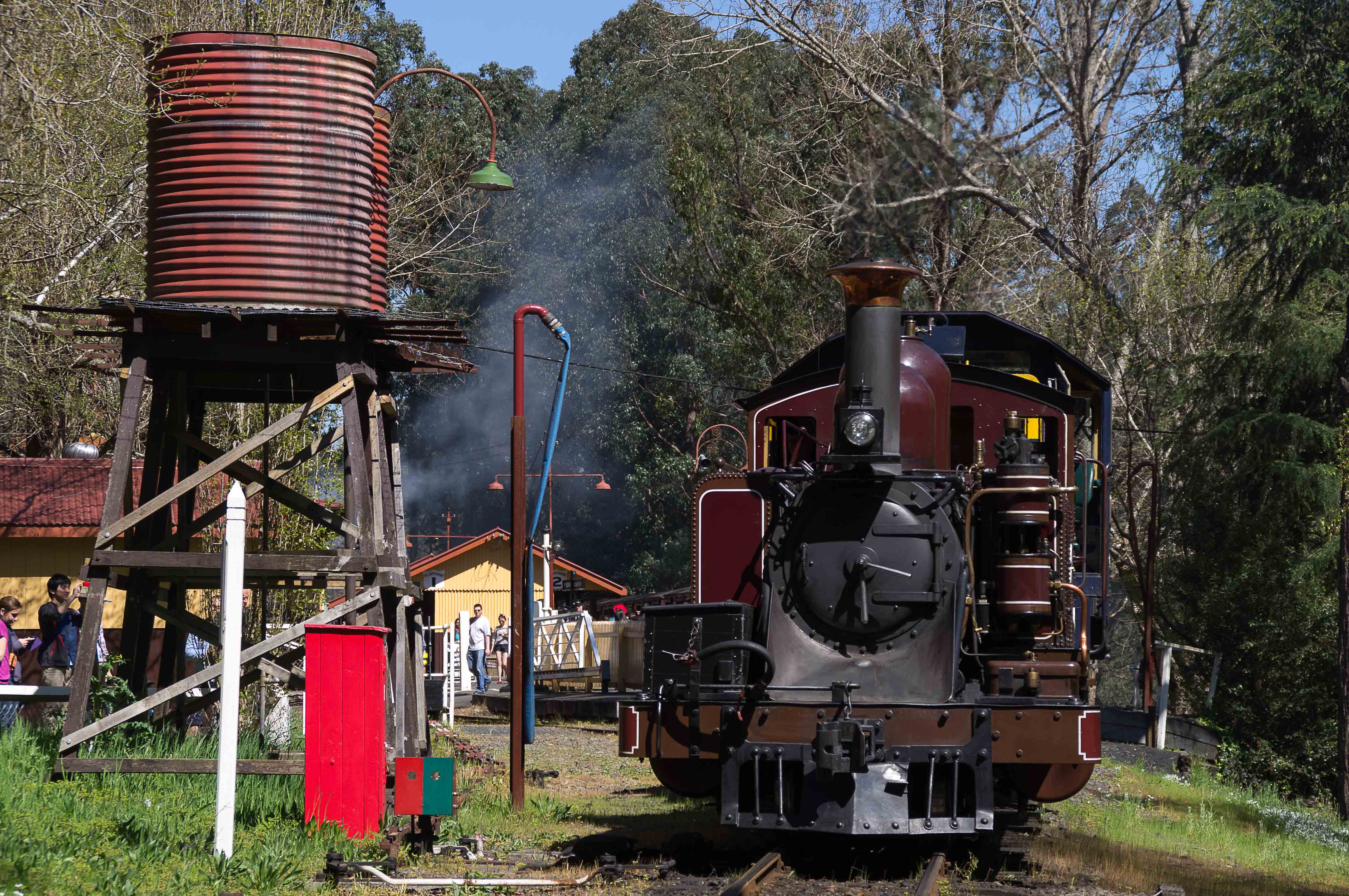
Lokomotive am Wasserturm von Lakeside

Die ursprünglich von Upper Ferntree Gully nach Gembrook führende Strecke wurde im Jahr 1900 eröffnet, um die örtliche Land- und Forstwirtschaft an den Schienenverkehr anzubinden. Sie war eine von vier Schmalspurbahnen der Victorian Railways, die wie die Walhalla Goldfields Railway zu Beginn des 20. Jahrhunderts entstanden. Der reguläre Betrieb der Bahn wurde 1953 eingestellt, nachdem ein Erdrutsch zwischen Selby und Menzies Creek die Strecke blockiert hatte.  Am 1. Oktober 1955 wurde die Puffing Billy Preservation Society mit dem Ziel gegründet, den Zugverkehr auf der Strecke aufrechtzuerhalten. In der Folge führte die Vereinigung für die Victorian Railways Fahrten an Wochenenden durch. 1958 wurde der Streckenabschnitt von Upper Ferntree Gully nach Belgrave stillgelegt, er wurde später in Breitspur (1600 mm) als Teil des Melbourner Vorortnetzes wiederhergestellt. Zugverkehr konnte die Puffing Billy Preservation Society erst wieder 1962 durchführen, als der Streckenabschnitt von Belgrave bis Menzies Creek wiedereröffnet wurde. Nach und nach wurden weitere Abschnitte wiedereröffnet: 1965 erreichte man Emerald und 1975 Lakeside. Seit dem 19. Oktober 1998 ist die Strecke wieder durchgängig bis Gembrook befahrbar.
Mit dem Emerald Tourist Railway Act 1977 wurde das Eigentum an der Strecke auf eine eigens geschaffene Körperschaft namens Emerald Tourist Railway Board übertragen, die sich überwiegend aus von der Puffing Billy Preservation Society benannten Mitgliedern zusammensetzt und auch für den Erhalt, die Entwicklung, Vermarktung und den Betrieb der Bahn zuständig ist.
Der Betrieb wird vor allem durch Freiwillige der Puffing Billy Preservation Society unterhalten. Anliegen des Vereins ist es, die Bahn im Zustand des ersten Drittels des 20. Jahrhunderts zu erhalten, wobei der Fokus auf den frühen 1920er Jahren liegt.

## Betrieb

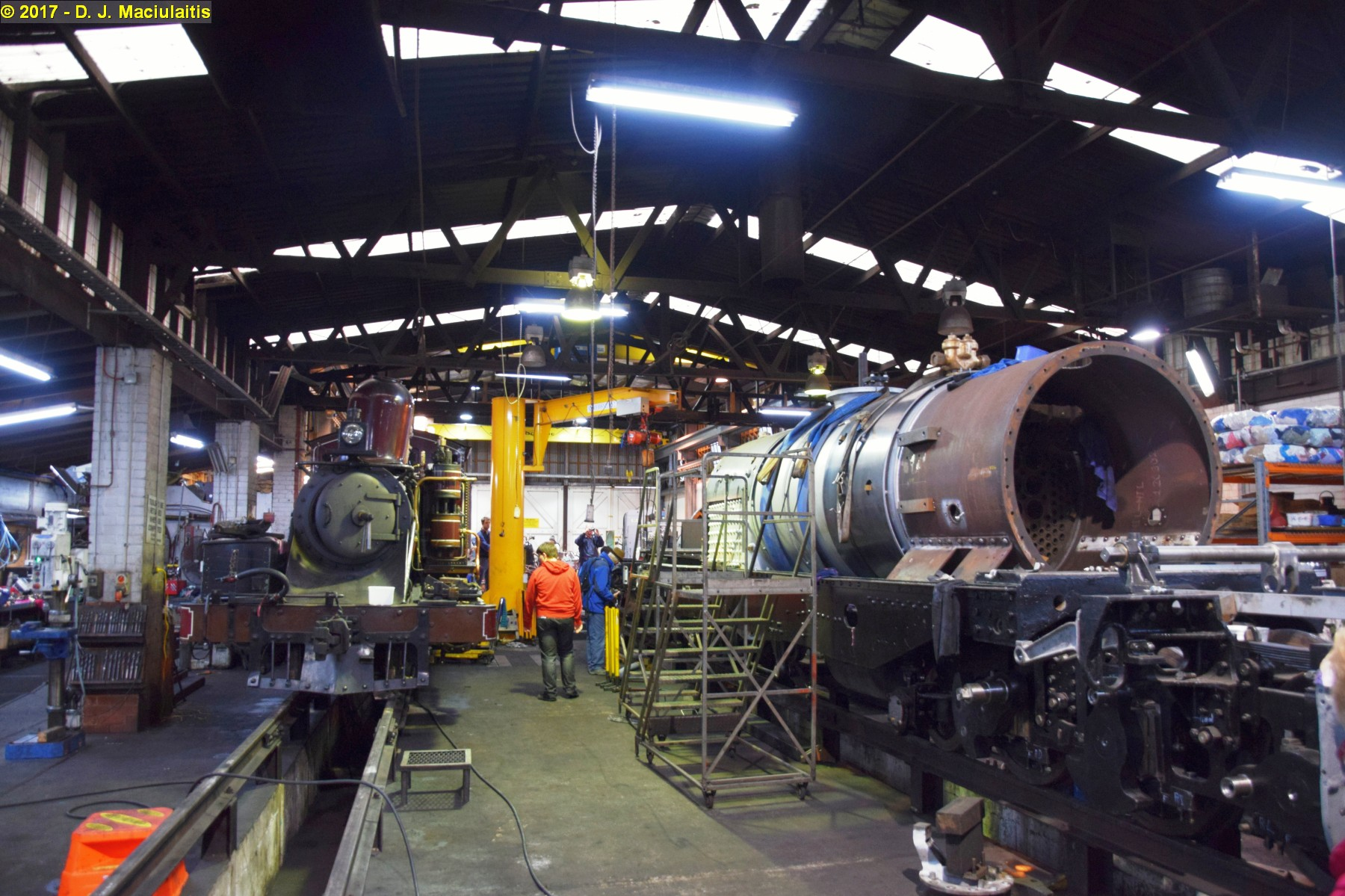
In der Werkstätte Belgrave, rechts wird die NGG 16 129 aufgearbeitet (2016)

Betriebsmittelpunkt ist Belgrave, wo sich Teile der Verwaltung sowie der Lokschuppen und Wartungsanlagen befinden. Die meisten Züge beginnen in Belgrave, führen zum Bahnhof Lakeside oder zur Endstation Gembrook und kehren wieder zurück. Die Eisenbahn verkehrt täglich außer am Weihnachtstag, wobei täglich mindestens zwei und bis zu sechs angekündigte Fahrten stattfinden.
Unregelmäßig verkehrt der Dinner Train von Belgrave zu einem früheren Anschlussgleis bei Nobelius (Nobelius Siding), wo die Reisenden im früheren Umladeschuppen einer Baumschule ein Abendessen einnehmen.

## Fahrzeuge

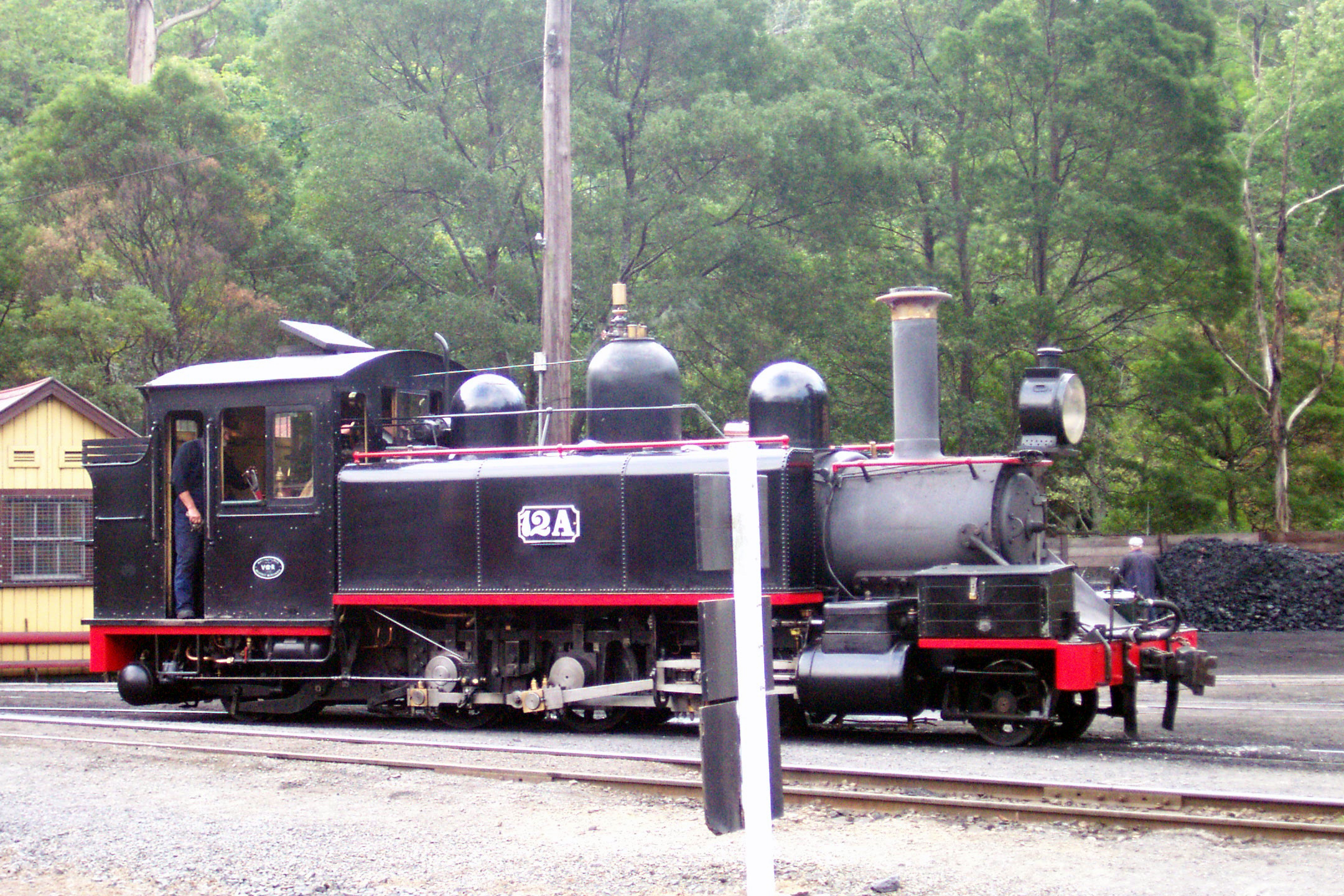
1'C1'-Tenderlokomotive in Belgrave.

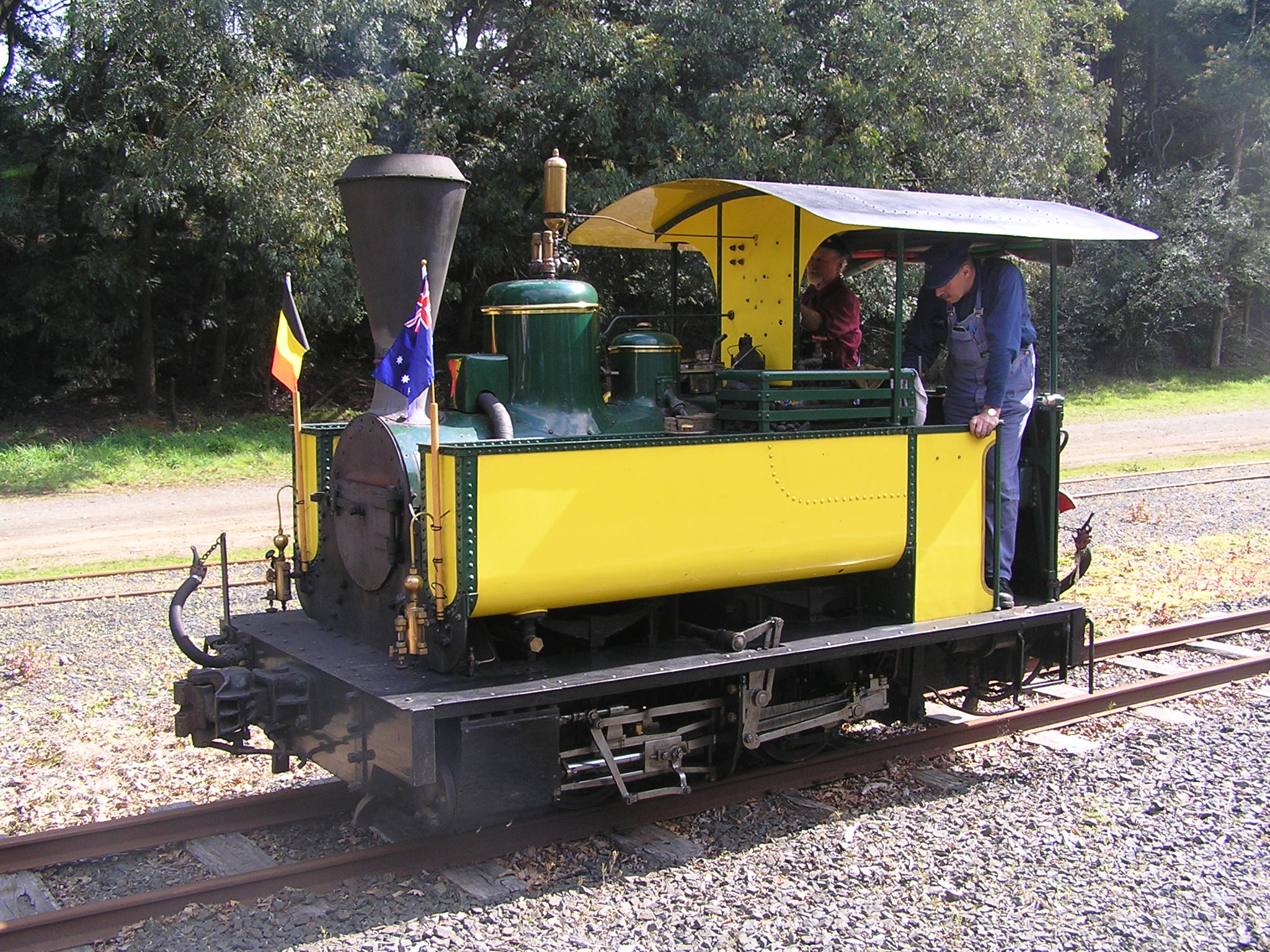
Decauville-Lokomotive

### Lokomotiven
Die Museumsbahn besitzt alle erhaltenen Schmalspurlokomotiven der früheren Victorian Railways, und zwar sechs 1'C1'-Dampflokomotiven und eine Lokomotive der Bauart Garratt.
| Nummer: | Typ: | Hersteller:           | Baujahr: | Bemerkungen: |
| ------- | ---- | --------------------- | -------- | ------------ |
| 3A      | NA   | Newport Workshops     | 1900     | Fragment     |
| 6A      | NA   | Newport Workshops     | 1901     |              |
| 7A      | NA   | Newport Workshops     | 1905     |              |
| 8A      | NA   | Newport Workshops     | 1908     |              |
| 12A     | NA   | Newport Workshops     | 1912     |              |
| 14A     | NA   | Newport Workshops     | 1914     |              |
| G42     | G    | Beyer, Peacock & Cie. | 1926     | Garratt      |

Daneben befinden sich bei der Bahn Lokomotiven, die nicht von den Victorian Railways stammen. Dazu gehören eine Peckett 0-4-0ST und eine Decauville 0-4-0T, beide stammen von der Metropolitan Gas Company Ltd, dem Melbourner Gaswerk. Die einzige in Australien betriebsfähig erhaltene Getriebedampflokomotive der Bauart Climax (gebaut 1928 von der Climax Manufacturing Company in USA mit der Werknummer 1694) stammt von der Forests Commission of Victoria. Diese Maschinen bespannen ausschließlich Sonderzüge. Eine aus Südafrika stammende Garratt der Klasse NGG16 wurde in der Betriebswerkstätte aufgearbeitet und von 610 mm auf 762 mm Spurweite umgebaut. Sie wurde im Dezember 2019 in Betrieb genommen.
Ferner besitzt die Bahn zwei auf Schmalspur umgespurte Diesellokomotiven aus Tasmanien und Queensland, die zum Einsatz kommen, wenn die Dampflokomotiven, etwa wegen Waldbrandgefahr, nicht verkehren.

### Wagen
Den Personenwagenpark bilden vor allem 15 halboffene Wagen des Typ NBH, die zum Teil um 1920 eigens für die Strecke Upper Ferntree Gully–Gembrook gebaut wurden. Daneben gibt es auch einige geschlossene Personenwagen mit Abteilen und Salonwagen sowie Wagen 1. Klasse; letztere wurden 1963 von der tasmanischen Mount Lyell Railway beschafft und umgespurt. Schließlich kommt im Sommer auch ein offener Personenwagen, der aus einem Güterwagen entstand, zum Einsatz.
Bei der Puffing Billy Railway finden sich Repräsentanten vieler Güterwagenbauarten sowie Bremswagen (einschließlich eines kombinierten Brems- und Personenzugwagens), aus denen Arbeits- oder Museumsgüterzüge gebildet werden.